# Озерки (Ростовская область)
Озерки — хутор в Октябрьском районе Ростовской области.
Входит в состав Краснолучского сельского поселения.

## География

### Улицы
- ул. Нагорная,
- ул. Садовая,
- ул. Центральная,
- ул. Школьная.

## Население
| 2010 |
| ---- |
| 197  |